# Saranjú

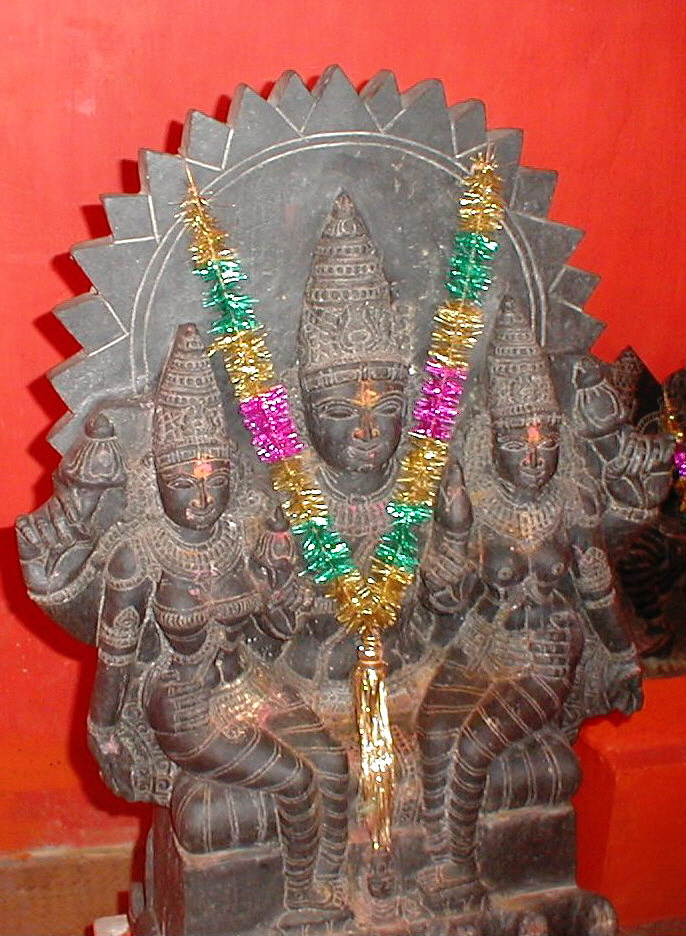
Súrja se svými manželkami Sandžou a Čhájou v Súrjově chrámu v komplexu Surendrapuri, Hajdarábád

Saranjú (sanskrtsky सरन्यू), „rychlá, spěchající“, též Sandža „svědomí“ je védská bohyně, jež je dcerou Tvaštara či Višvakarmana, manželkou Vivasvána či Súrji a matkou Ašvinů, Jamy a Jamí. Podle některých hypotéz je totožná s Ušasou, bohyní úsvitu.

## Mýtus
Saranjú je poprvé zmiňována na začátku rgvédského hymnu 10.17. V tom se uvádí že ji její otec Tvaštr připravoval na svatbu se smrtelníkem Vivasvánem, během cesty za svým snoubencem však byla unesena či skryta skupinou bohů. Bohové také vytvořili repliku (savarna) bohyně, kterou Vivasvánovi podstrčili. Saranjú zároveň zanechala u Vivasvána oba páry dvojčat – prvním byli Ašvinové, kterými byli obtěžkána již v době svého únosu, zatímco druhý je snad Jama, jako jehož matka je v hymnu zmiňována, a Jamí, jež však přímo zmiňována není.
V pozdější verzi téhož mýtu obsažené v díle Brhad-devatá, sbírce védských mýtů z 4. století př. n. l., se vypráví že bohyně Saranjú, dcera Tvaštarova a dvojče Triširase, zplodila se svým manželem Vivasvánem dvojčata Jamu a Jamí. Poté vytvořila svou kopii, přenechala jí své děti k opatrování, sama se proměnila v klisnu a utekla. Vivasván poté s kopií své manželky zplodil Manua. Když se však dozvěděl že jeho žena zmizela proměnil se v hřebce a když Saranjú nalezl tak došlo k jejich spojení. Vivasván však ve spěchu nechal své semeno padnout na zem a to Saranjú v touze po potomcích nasála nosem a tak byli počati Ašvinové. Kratší podobu téhož příběhu uvádí také etymologické dílo Nirukta.
V puránách vystupuje Saranjú pod jménem Sandža, je dcerou Tvaštra či Višvakarmana, je manželkou Súrji a příběh je dále rozvíjen. Podle Vájupurány nemohla Saňdžňa snést zář svého manžela a tak vytvořila svoji dvojnici jménem Čhája „stín“. Poté se bohyně vrátila do domu svého otce, ale i ten nakonec opustila, proměnila se v kobylu a spásala trávu. Nakonec došlo k prozrazení existence dvojnice a Súrja se proměnil v hřebce a s klisnou Saňdžňou zplodil Ašviny. Podle verze tohoto mýtu obsaženého ve Višnupuráně ještě Tvaštr odňal ze Súrji osminu jeho záře, aby byl jeho jas snesitelný, a vyrobil z ní různé podivuhodné předměty a bohyni Šakti.

## Etymologie a hypotézy
Jméno Saranjú vychází z adjektiva saranjú „rychlá, spěchající“, jež vychází z védského *sar- „spěch“ a to z praindoevropského *sel- „pohybovat se rychle, pospíchat“, doplněného o ženskou příponu *-neh2/*-nā. Tomu může odpovídat etymologie starořeckého Ἐρινύς Erínýs, doloženého již v mykénštině jako e-ri-nu, jež je singulárem jména Erínyje, jež označuje bohyně pomsty. Tato souvislost byla objevena již badateli takzvané mytologické školy v 19. století, ale od té doby byla některými badateli odmítnuta. James Mallory a D. Q. Adams ji stále považují za etymologicky smysluplnou a rekonstruují praindoevropské jméno jako
*seren(i̯)uhxs, ačkoliv odmítají na základě této rekonstrukce odmítají vzhledem k chybějícím mytologickým paralelám navrhovat také existenci bohyně tohoto jména.
Peter Jackson rekonstruuje praindoevropské jméno jako *seleneh2/*selenā „spěšná, chvatná, rychlá“ a navrhuje stejně jako jméno Saranjú vykládat i řecké jméno Helena. Etymologie tohoto jména je však předmětem diskusí a uvedený výklad je mnoha badateli odmítán ve prospěch etymologie ze *sweleneh2/*swelenā „hořící, planoucí“. Otto Skutsch se domníval že existovali dvě různé bohyně podobného jména, jež však později splynuly v jednu.
Peter Jackson namísto toho předpokládá že obě jména náleží téže bohyni a na základě toho považuje jméno Saranjú za přízvisko Ušasy, bohyně úsvitu. Vychází především z motivu pronásledování Ušasy jejím otcem Djausem, případně Pradžápatim, který na sebe přijímá podobu jelena či srnce. Podle jeho názoru je tak Ušas jako bohyně úsvitu planoucí (*swelenā) a když prchá před svým otcem zároveň spěchající (*selenā). Jak Saranjú-Ušas tak Helena tak jsou původně dcerami nebeského boha: Djáuse-Dia, s kterým zplodily božské blížence: Ašviny-Dioskúry. Kromě toho Jackson poukazuje na motiv repliky či dvojnice jak v příběhu o Saranjú tak o Heleně. Saranjú s Ušasou, případně Súrjou, ztotožňoval na počátku 20. století také Arthur Anthony Macdonnel.
Kromě jazykové příbuznosti lze připomenout že Démétér, která byla „podobná Erínýii“ v podobě klisny zplodila s Poseidónem, hřebce Areióna. Nejasný je taktéž vztah mýtu o Saranjú s řeckým mýtem o tom jak Nefelé, bohyně stvořená jako dvojnice Héry, zplodila s krále Ixiónem Kentaura, předka kentaurů.